# Fernando Robles Capalla
Fernando Robles Capalla (1 de novembre de 1934, León, província d'Iloilo) és un arquebisbe emèrit de l'Església Catòlica que fou titular de l'arxidiòcesi de Davao, a les Filipines. Fou succeït per Rómulo Vallés l'11 de febrer del 2012.

## Formació
El jove Fernando començà la seva educació a l'escola primària de la seva ciutat natal, feu els estudis secundaris al Col·legi de Sant Agustí, a la ciutat d'Iloilo. Entre els anys 1950 i 1961 anà al seminari de Sant Vicente Ferrer a Jaro.